# 38 паралель
«Розмах національного прапора» (кор. 태극기 휘날리며, Taegukgi Hwinallimyeo) — воєнний фільм виробництва Південної Кореї 2004 року, що розповідає історію двох братів під час Корейської війни 1950-1953 років.
Прем'єра в Україні відбулася 2 грудня 2004 року.

## Назва
Оригінальна назва 태극기 휘날리며 перекладається як «Розмахуючи національним прапором», де 태극기 (Taegukgi) — назва національного прапора Республіки Корея.

## Синопсис
На тлі трагічних подій Корейської війни 1950-53 років — найкровопролитнішої після закінчення Другої світової, показана доля однієї родини. Мирне благополуччя, щасливі очікування, мрії і надії ламаються в єдину мить, коли країну охоплює хаос і жах війни. Під гуркіт танків, свист куль і розриви бомб головний герой фільму Джін Те намагається врятувати своїх близьких, відправивши їх на південь Корейського півострова, що здається спокійним. Сім'я, що приєдналася до колон біженців, які заповнили дороги країни, проходить крізь випробування. Але головне нещастя чекало Джін Те попереду. Його молодшого брата силою забрали в солдати. Джін Те відчайдушно намагався перешкодити рекрутам, але сам опинився в поїзді новобранців. Недосвідчених, ненавчених, погано озброєних хлопців негайно кидають на передову. Їм наказано тримати оборону біля річки Накдонг і не здавати позицій. Для верховного командування вони — гарматне м'ясо. Під шквальним вогнем у молодих солдатів майже немає шансів вижити.

## Виробництво
Знімальний період фільму: 10 лютого — 31 жовтня 2003 року.

### У головних ролях
- Чан Донґон (кор. 장동건) — Лі Джін Те
- Вон Бін (кор. 원빈) — Лі Джін Сок
- Лі Инджу (кор. 이은주) — Кім Йонг Шін
- Чхве Мін Сік (кор. 최민식) — головнокомандуючий військами Північної Кореї
- Чо Юнхі (кор. 조윤희) — онука Лі Джін Сока

## Нагороди та номінації
| Рік  | Нагорода                     | Категорія       | Отримувач     | Результат | Примітки |
| ---- | ---------------------------- | --------------- | ------------- | --------- | -------- |
| 2004 | 40-ва Премія мистецтв Пексан | Найкращий фільм | «38 паралель» | Перемога  | [ 5 ]    |

## Цікаві факти
Фільм «Розмахуючи національним прапором» є одним з наймасштабнішим в історії воєнного кіно. При зйомках було задіяно величезні масовки, реально побудовані фронти, задіяно тони піротехніки. Використання комп'ютерної графіки було зведено до мінімуму.